# Protetorado de Toda-Palestina
```
   |-
       | 
Erro:
:  
valor não especificado para "
continente
"
```

O Protetorado de Toda-Palestina, ou simplesmente Toda-Palestina, também conhecido como Protetorado de Gaza e Faixa de Gaza, foi um estado cliente de vida curta com reconhecimento limitado, correspondendo à área da moderna Faixa de Gaza, que foi estabelecida numa área capturada pelo Reino do Egito durante a Guerra Árabe-Israelense de 1948 e autorizada a concorrer como um protetorado sob o Governo de Toda-Palestina. O Protetorado foi declarado em 22 de Setembro de 1948 na Cidade de Gaza, e o Governo de Toda-Palestina foi formado. O Primeiro-Ministro da administração de Gaza foi Ahmed Hilmi Pasha e o Presidente foi Hadj Amin al-Husayni, ex-presidente da Alta Comissão Árabe. Em Dezembro de 1948, apenas três meses após a declaração, o Governo de Toda-Palestina foi transferido para o Cairo e nunca foi autorizado a retornar a Gaza, tornando-se num governo no exílio. Com a resolução adicional da Liga Árabe de colocar a Faixa de Gaza sob o protetorado oficial do Egito, o Governo de Toda-Palestina foi gradualmente destituído de autoridade até que foi finalmente dissolvido em 1959, sendo legalmente fundido na República Árabe Unida, mas de fato transformando Gaza numa área de ocupação militar do Egito.
Há divergências de opinião sobre se o Protetorado de Toda-Palestina era um mero fantoche ou fachada da ocupação egípcia, com financiamento ou influência independente insignificante, ou se era uma tentativa genuína de estabelecer um Estado palestiniano independente. Embora o Governo de Toda-Palestina tenha reivindicado jurisdição sobre todo o antigo mandato britânico da Palestina, em nenhum momento a sua jurisdição efetiva se estendeu para além da Faixa de Gaza, com a Cisjordânia anexada pela Transjordânia e Israel detendo o restante. O Protetorado de Toda-Palestina dependia inteiramente do governo egípcio para financiamento e da UNRWA para aliviar o sofrimento dos refugiados palestinos na Faixa de Gaza. Na realidade, durante a maior parte da sua existência, o Protetorado de Toda-Palestina esteve sob administração de fato egípcia, embora o Egito nunca tenha reivindicado ou anexado nenhum território palestino. O Egito não ofereceu a cidadania aos Palestinos de Gaza. Os Palestinos que viviam na Faixa de Gaza e no Egito receberam passaportes de Toda-Palestina, e não foram autorizados a se mover livremente para o Egito. No entanto, esses passaportes foram reconhecidos apenas por seis países árabes.